# Fritz Klein (activista LGBT)
Fritz Klein (Viena, 27 de diciembre de 1932-San Diego, California; 24 de mayo de 2006) fue un psiquiatra e investigador, creador de la Escala de Orientación Sexual de Klein. También fue un pionero activista por los derechos de los bisexuales, y una figura importante en el movimiento por los derechos LGBT.
Klein nació en una familia judía ortodoxa con quienes se trasladó a Nueva York cuando era un niño, escapando del antisemitismo.

## Educación
Recibió un BA de la Universidad Yeshiva, en 1953, y una MBA de la Universidad de Columbia en 1955. Recibió su Doctorado en Medicina en la Universidad de Berna, Suiza en 1961. Ejerció como psiquiatra en Nueva York en la década de 1970.

## Creación del Foro Bisexual
Como autoidentificado bisexual, Klein se sorprendió por la falta de literatura sobre su sexualidad en la Biblioteca Pública de Nueva York en 1974. Colocó un anuncio en un periódico alternativo de Nueva York, Village Voice, y fundó un innovador grupo de apoyo social para la comunidad bisexual llamado Foro Bisexual.

## Escala de Orientación Sexual de Klein
Ideó la Escala de Orientación Sexual, un sistema multidimensional para describir la orientación sexual compleja, similar a la escala de "cero a seis" utilizada por Alfred Kinsey, que mide siete diferentes vectores de la orientación y la identidad sexual (atracción sexual, comportamiento sexual, fantasías sexuales, preferencia emocional, estilo de vida social de preferencia, y la autoidentificación) por separado, tanto en lo que se refiere al presente como al pasado y a un futuro ideal.

## Obra
Klein publicó La Opción Bisexual: Un concepto cien por ciento íntimo en 1978, sobre la base de su investigación, el primer verdadero estudio psicológico de la bisexualidad. Él también fue coautor de El hombre, su cuerpo, su sexo, en 1978, y publicó Bisexualidades: Teoría e Investigación en 1986 y Maridos Bisexuales y Gay: sus historias, sus palabras en 2001. También ha publicado una novela, Vida, sexo  y la búsqueda de la felicidad en el año 2005.

## Fundación del AIB y el Diario de la bisexualidad
Klein se mudó a San Diego en 1982.  Allí fundó el Instituto Americano de la Bisexualidad (AIB, por sus iniciales en inglés), también conocida como la Fundación Bisexuales, en 1998 para alentar, apoyar y facilitar la investigación y la educación acerca de la bisexualidad.  Klein también fundó el Diario de la Bisexualidad. Fue el principal editor de la revista hasta su muerte.

## Muerte
En 2006, Klein fue diagnosticado con cáncer, y se sometió a la cirugía como consecuencia de ello. Murió inesperadamente en su casa en San Diego, de un paro cardíaco a los 73 años. Le sobreviven dos hermanos y su compañero de vida, Tom Reise. Él donó su cuerpo a la ciencia.